# Atletica leggera alla VI Universiade
Le gare di atletica leggera alla VI Universiade si sono svolte a Torino, in Italia, dal 2 al 6 settembre 1970.

## Risultati

### Uomini
| Specialità             | Oro                                                             | Prestazione | Argento                                                                            | Prestazione | Bronzo                                                                                  | Prestazione |
| 100 metri              | Siegfried Schenke                                               | 10"5        | Jim Green                                                                          | 10"5        | Jean-Louis Ravelomanantsoa                                                              | 10"5        |
| 200 metri              | Martin Reynolds                                                 | 21"0        | Siegfried Schenke                                                                  | 21"0        | Jim Green                                                                               | 21"1        |
| 400 metri              | Tom Ulan                                                        | 45"9        | Martin Jellinghaus                                                                 | 46"2        | Jacques Carette                                                                         | 46"3        |
| 800 metri              | Franz-Josef Kemper                                              | 1'49"1      | Martin Winbolt Lewis                                                               | 1'49"2      | Donaldo Arza                                                                            | 1'49"5      |
| 1 500 metri            | Franco Arese                                                    | 3'52"7      | John Kirkbride                                                                     | 3'52"9      | Gianni Del Buono                                                                        | 3'53"0      |
| 5 000 metri            | Nikolay Puklakov                                                | 13'56"4     | Jens Wollenberg                                                                    | 14'00"8     | Giuseppe Cindolo                                                                        | 14'01"4     |
| 10 000 metri           | Rashid Sharafetdinov                                            | 29'02"2     | Jack Lane                                                                          | 29'08"8     | Mike Tagg                                                                               | 29'22"2     |
| 110 metri ostacoli     | David Hemery                                                    | 13"8        | Günther Nickel                                                                     | 13"9        | Sergio Liani                                                                            | 13"9        |
| 400 metri ostacoli     | Larry James                                                     | 50"2        | Werner Reibert                                                                     | 50"4        | Dmitriy Stukalov                                                                        | 50"7        |
| 3 000 metri siepi      | Mikhail Zhelev                                                  | 8'32"6      | Andy Holden                                                                        | 8'36"6      | Takaharu Koyama                                                                         | 8'38"0      |
| 4×100 metri            | Polonia Stanislaw Wagner Jan Werner Gerard Gramse Zenon Nowosz  | 39"2        | Cuba Barbaro Bandomo Juan Morales Pablo Montes José Triana                         | 39"2        | Unione Sovietica Aleksandr Korneljuk Vladislav Sapeya Boris Izmestyev Valentin Maslakov | 39"4        |
| 4×400 metri            | Stati Uniti Tom Ulan Roger Colglazier Tommie Turner Larry James | 3'03"3      | Unione Sovietica Yevgeniy Borisenko Yuriy Zorin Borys Savchuk Aleksandr Bratchikov | 3'04"2      | Francia Patrice Viel Christian Nicolau Gilles Bertould Jacques Carette                  | 3'04"4      |
| Salto in alto          | Valentin Gavrilov                                               | 2,18        | Erminio Azzaro                                                                     | 2,15        | Șerban Ioan                                                                             | 2,15        |
| Salto con l'asta       | Wolfgang Nordwig                                                | 5,46        | Christos Papanikolaou                                                              | 5,42        | François Tracanelli                                                                     | 5,30        |
| Salto in lungo         | Alan Lerwill                                                    | 7,91        | Arnie Robinson                                                                     | 7,78        | Geoff Hignett                                                                           | 7,76        |
| Salto triplo           | Viktor Saneev                                                   | 17,22       | Nikolay Dudkin                                                                     | 17,00       | Jörg Drehmel                                                                            | 16,93       |
| Getto del peso         | Hartmut Briesenick                                              | 19,97       | Valeriy Voykin                                                                     | 19,30       | Uwe Grabe                                                                               | 19,06       |
| Lancio del disco       | János Murányi                                                   | 60,16       | Hein-Direck Neu                                                                    | 58,62       | Silvano Simeon                                                                          | 58,22       |
| Lancio del martello    | Jochen Sachse                                                   | 72,34       | Vasilij Chmelevskij                                                                | 68,54       | Vladimir Ambrosyev                                                                      | 66,80       |
| Lancio del giavellotto | Miklós Németh                                                   | 81,94       | József Csík                                                                        | 80,32       | Zygmunt Jaloszynski                                                                     | 79,84       |
| Decathlon              | Mykola Avilov                                                   | 7803        | Lennart Hedmark                                                                    | 7783        | Vladimir Shcherbatykh                                                                   | 7551        |

### Donne
| Specialità             | Oro                                                                                         | Prestazione | Argento                                                      | Prestazione | Bronzo                                                                          | Prestazione |
| 100 metri              | Renate Meißner                                                                              | 11"5        | Wilma van den Berg                                           | 11"6        | Györgyi Balogh                                                                  | 11"7        |
| 200 metri              | Renate Meißner                                                                              | 22"7        | Györgyi Balogh                                               | 23"2        | Wilma van den Berg                                                              | 23"5        |
| 400 metri              | Maria Sykora                                                                                | 52"8        | Carmen Trustée                                               | 53"5        | Aurelia Pentón                                                                  | 53"8        |
| 800 metri              | Gunhild Hoffmeister                                                                         | 2'01"8      | Maria Sykora                                                 | 2'01"9      | Karin Burneleit                                                                 | 2'02"2      |
| 100 metri ostacoli     | Teresa Sukniewicz                                                                           | 13"0        | Bärbel Podeswa                                               | 13"4        | Valeria Bufanu                                                                  | 13"5        |
| 4×100 metri            | Unione Sovietica Ljudmila Žarkova Marina Nikiforova Lyudmila Golomazova Tatyana Kondrasheva | 44"7        | Ungheria Éva Pusztai Judit Szabóné Györgyi Balogh Klára Woth | 45"1        | Germania Ovest Heidi Schuller Kirsten Roggenkamp Hannelore Groh Heide Rosendahl | 45"4        |
| Salto in alto          | Snežana Hrepevnik                                                                           | 1,86        | Cornelia Popescu                                             | 1,83        | Ilona Gusenbauer                                                                | 1,83        |
| Salto in lungo         | Heide Rosendahl                                                                             | 6,84        | Elena Vintila                                                | 6,35        | Hiroko Yamashita                                                                | 6,17        |
| Getto del peso         | Nadežda Čižova                                                                              | 19,51       | Hannelore Friedel                                            | 17,84       | Ingeburg Friedrich                                                              | 17,03       |
| Lancio del disco       | Karin Illgen                                                                                | 62,04       | Brigitte Berendonk                                           | 56,78       | Liesel Westermann                                                               | 56,46       |
| Lancio del giavellotto | Daniela Jaworska                                                                            | 56,16       | Magda Vidos                                                  | 50,60       | Valentina Evert                                                                 | 50,00       |
| Pentathlon             | Tatyana Kondrashova                                                                         | 4884        | Nedyalka Angelova                                            | 4859        | Mieke Sterk                                                                     | 4828        |

## Medagliere
| #      | Nazione          | Oro | Argento | Bronzo | Totale |
| ------ | ---------------- | --- | ------- | ------ | ------ |
| 1      | Germania Est     | 8   | 3       | 4      | 15     |
| 2      | Unione Sovietica | 8   | 4       | 5      | 17     |
| 3      | Regno Unito      | 3   | 4       | 2      | 9      |
| 4      | Stati Uniti      | 3   | 2       | 1      | 6      |
| 5      | Polonia          | 3   | 0       | 1      | 4      |
| 6      | Germania Ovest   | 2   | 6       | 2      | 10     |
| 7      | Ungheria         | 2   | 4       | 1      | 7      |
| 8      | Italia           | 1   | 1       | 4      | 6      |
| 9      | Austria          | 1   | 1       | 1      | 3      |
| 10     | Bulgaria         | 1   | 1       | 0      | 2      |
| 11     | Jugoslavia       | 1   | 0       | 0      | 1      |
| 12     | Romania          | 0   | 2       | 2      | 4      |
| 13     | Cuba             | 0   | 2       | 1      | 3      |
| 14     | Paesi Bassi      | 0   | 1       | 2      | 3      |
| 15     | Grecia           | 0   | 1       | 0      | 1      |
| 15     | Svezia           | 0   | 1       | 0      | 1      |
| 17     | Francia          | 0   | 0       | 3      | 3      |
| 18     | Giappone         | 0   | 0       | 2      | 2      |
| 19     | Madagascar       | 0   | 0       | 1      | 1      |
| 19     | Panama           | 0   | 0       | 1      | 1      |
| Totale | Totale           | 33  | 33      | 33     | 99     |